# Groß Oßnig
Groß Oßnig (niedersorbisch Wjeliki Wóseńk) ist ein Ortsteil der Gemeinde Neuhausen/Spree im Landkreis Spree-Neiße in Brandenburg. Bis zur Eingliederung nach Neuhausen/Spree am 19. September 2004 war Groß Oßnig eine eigenständige Gemeinde.

## Lage und Erreichbarkeit

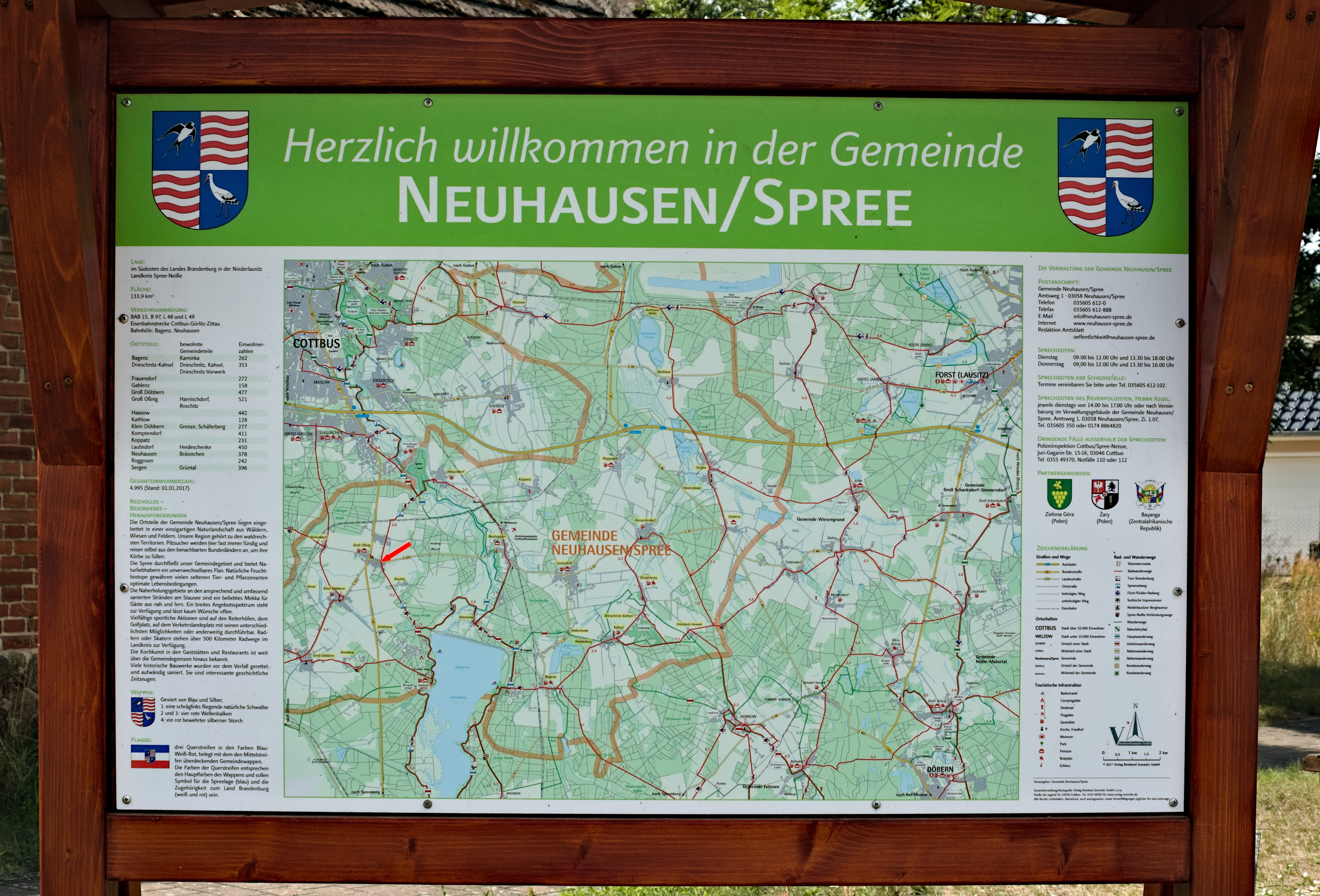
Touristische Informationstafel in Groß Oßnig

Groß Oßnig liegt in der Niederlausitz, rund sieben Kilometer südlich des Stadtzentrums von Cottbus und zwölf Kilometer nördlich von Spremberg. Zum Ortsteil Groß Oßnig gehören neben dem Kernort mit einer etwas räumlich getrennt an der ehemaligen Schäferei gelegenen Siedlung noch die Gemeindeteile Harnischdorf und Roschitz.
Der Ortsteil grenzt im Norden an Gallinchen, im Nordosten an Frauendorf, im Osten an Neuhausen und dessen Gemeindeteil Bräsinchen, im Süden an Klein Döbbern und im Westen an Schorbus mit dessen Wohnplätzen Oelsnig und Reinpusch. Westlich von Harnischdorf bildet der Tschugagraben die westliche Grenze zwischen Groß Oßnig und Schorbus und somit auch die Grenze zwischen der Gemeinde Neuhausen/Spree und der Stadt Drebkau.
Groß Oßnig liegt an der Bundesstraße 97 und an der Landesstraße 472. Die Grubenbahn zwischen dem Tagebau Welzow-Süd und dem Kraftwerk Jänschwalde führt westlich an Harnischdorf und nördlich an Groß Oßnig vorbei. Des Weiteren verläuft der Spreeradweg durch Groß Oßnig.

## Geschichte

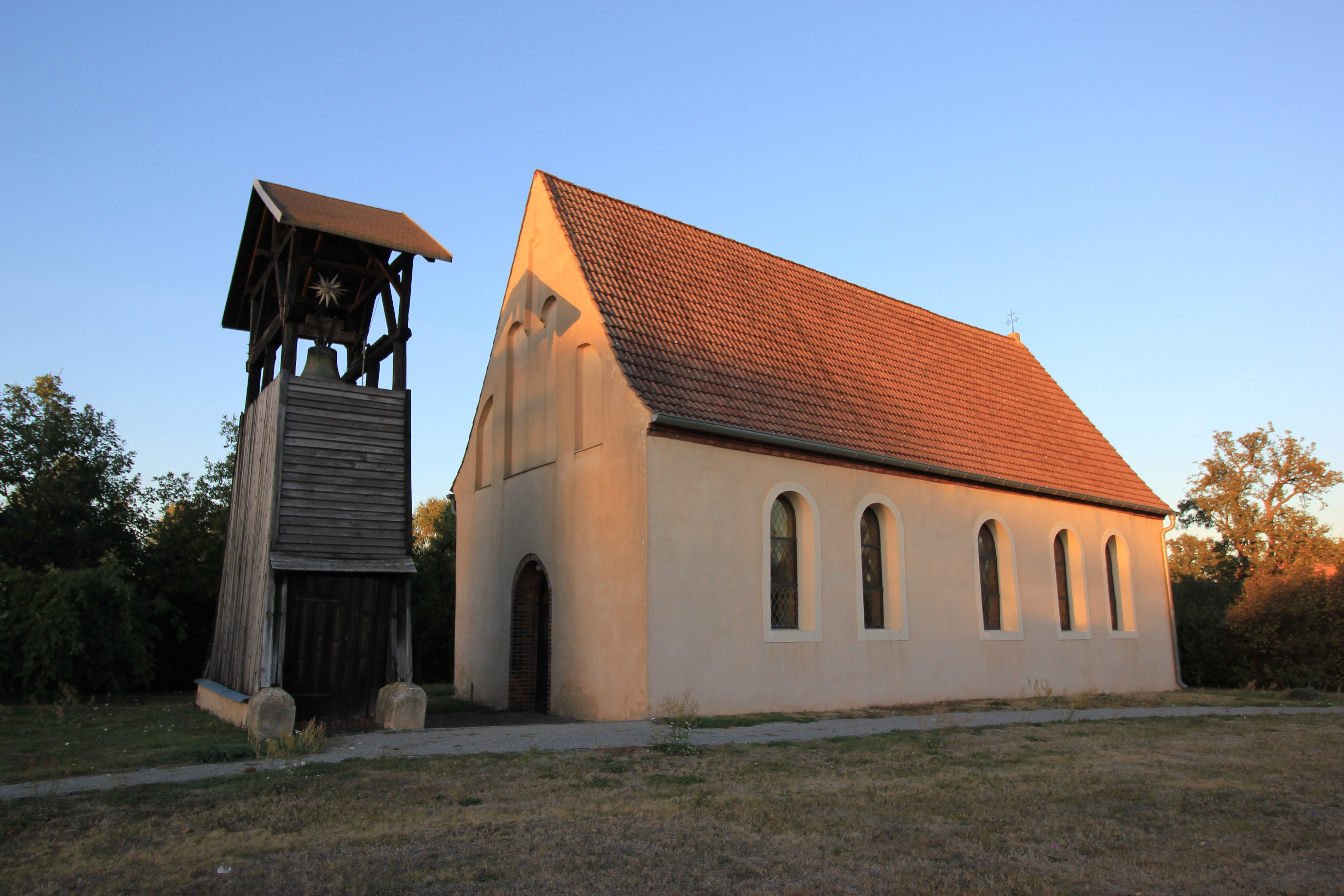
Dorfkirche Groß Oßnig aus dem 15. Jahrhundert

Die erste urkundliche Erwähnung von Groß Oßnig erfolgte in einer Urkunde vom 8. Februar 1413 mit dem Namen superior Ossenig. Für das Jahr 1455 ist die Bezeichnung Hoen Ossenick und für 1495 Hogen Ossnigk überliefert. Der Ortsname geht auf das altsorbische Wort „ośnik“ zurück und bedeutet „Espenhain“.
Bis 1547 gehörte das Gut den Herren von Loeben. Danach wechselten die Besitzverhältnisse mehrfach, bis Groß Oßnig im Jahr 1575 an die Herren von Kottwitz kam. Der Ort war damals Teil der zur Mark Brandenburg gehörenden Herrschaft Cottbus. Im Jahr 1635 zählte Groß Oßnig 7¼ Ritterhufen, 11¼ Bauernhufen und zwei Gärtnerstellen, von den Bauernhufen lagen 6¾ aufgrund der Auswirkungen des Dreißigjährigen Krieges wüst. Vier Jahre nach Kriegsende lebten im Ort sechs Bauern, ein Gärtner und zwei Büdner, der Dorfkrug und zwei Bauerngüter waren verwüstet. Ab 1701 gehörte Groß Oßnig als Teil der Herrschaft Cottbus zu einer Exklave des Königreichs Preußen, das vollständig von Sachsen umgeben war.
Als Ergebnis des Tilsiter Friedens von 1807 musste Preußen das Gebiet an das Königreich Sachsen abtreten. Bereits acht Jahre später kam Groß Oßnig durch die auf dem Wiener Kongress beschlossenen Vereinbarungen wieder zu Preußen. Im Jahr 1809 wohnten in Groß Oßnig drei Ganzbauern, sieben Halbbauern, acht Kossäten und zehn Häusler bzw. Büdner. Im Rahmen der Gebietsreform von 1816 wurde die Gemeinde dem Kreis Cottbus in der Provinz Brandenburg zugeordnet. Für das Jahr 1818 ist eine Ziegelei im Ort verzeichnet, die Schäferei entstand spätestens 1864. Bei der Volkszählung am 1. Dezember 1871 hatte die Landgemeinde Groß Oßnig 457 und der Gutsbezirk 86 Einwohner. Seit 1874 gehörte Groß Oßnig zum Amtsbezirk Klein Döbbern.

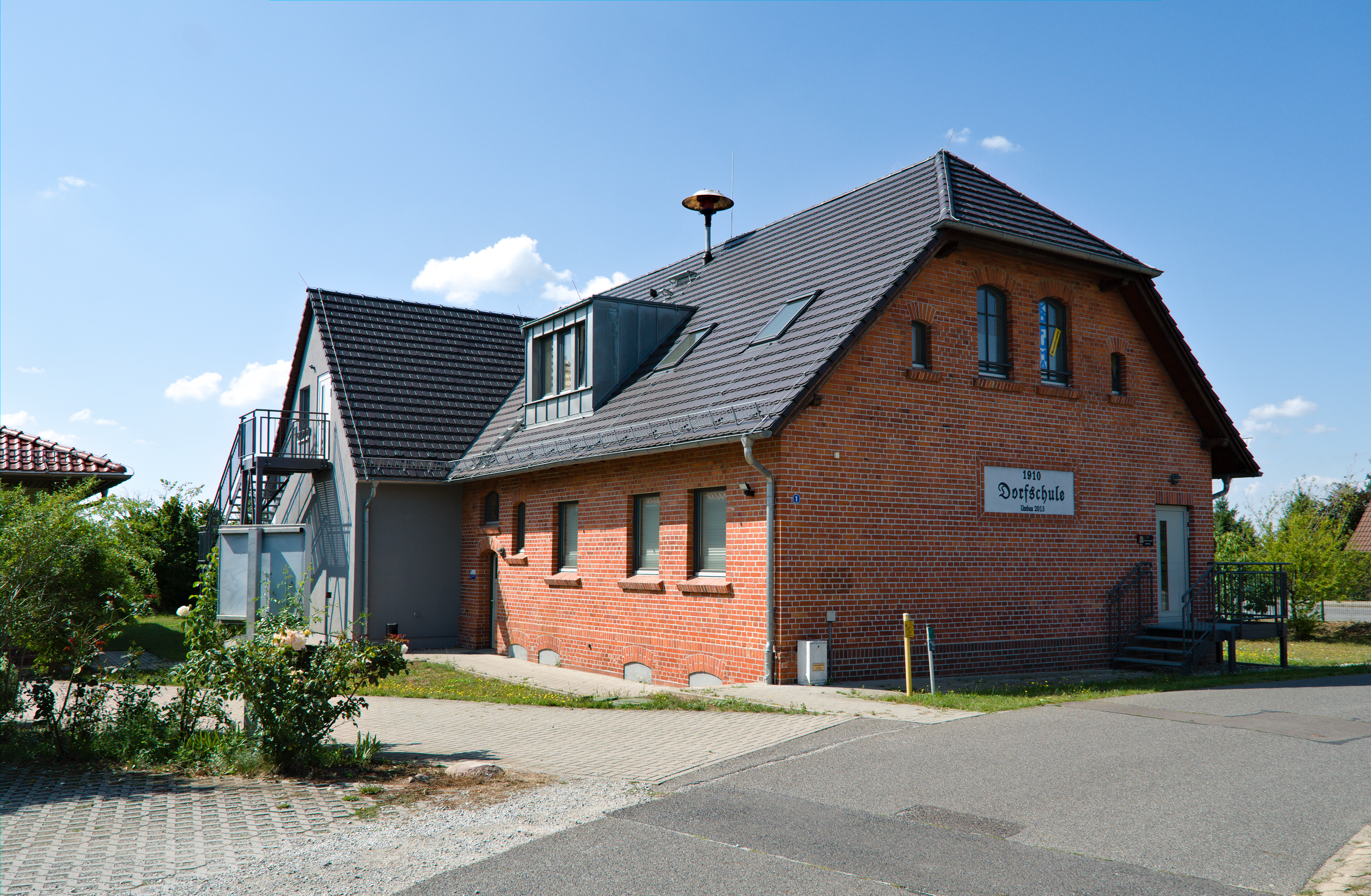
Dorfschule, seit 2013 Feuerwehrhaus der Freiwilligen Feuerwehr Groß Oßnig

Zu Beginn des 20. Jahrhunderts hatten Landgemeinde und Gutsbezirk Groß Oßnig zusammen 550 Einwohner. Die Dorfschule erhielt 1910 ein neues Unterrichtsgebäude. Bis spätestens 1928 erfolgte der Zusammenschluss des Gutsbezirkes und der Landgemeinde Groß Oßnig zur Gemeinde Groß Oßnig. Gegen Ende des Zweiten Weltkrieges kam es in der Umgebung von Groß Oßnig im Rahmen der Schlacht um Berlin zu Kampfhandlungen, bei denen unter anderem die Dorfkirche beschädigt wurde. Sie wurde danach wieder aufgebaut und 1953 neu eingeweiht. Nach Kriegsende gehörte Groß Oßnig zur Sowjetischen Besatzungszone und ab 1949 zur DDR. Bei der DDR-Kreisreform von 1952 wurde die Gemeinde dem Kreis Cottbus (ab 1954 Kreis Cottbus-Land) im Bezirk Cottbus zugeordnet. Nach der Wiedervereinigung kam Groß Oßnig zum Land Brandenburg.
Im Jahr 1992 schloss sich Groß Oßnig mit 17 weiteren Gemeinden im Amt Neuhausen/Spree zusammen. Bei der Kreisreform im folgenden Jahr ging die Gemeinde im neu gebildeten Landkreis Spree-Neiße auf. Am 19. September 2004 fusionierte Groß Oßnig mit den verbliebenen Gemeinden des Amtes Neuhausen/Spree zur neuen Großgemeinde Neuhausen/Spree. Bis zum Jahr 2013 wurde die ehemalige Dorfschule zum neuen Feuerwehrhaus umgebaut.

## Bevölkerungsentwicklung
| Jahr | Einwohner |
| ---- | --------- |
| 1875 | 589       |
| 1890 | 547       |
| 1910 | 468       |

| Jahr | Einwohner |
| ---- | --------- |
| 1925 | 495       |
| 1933 | 452       |
| 1939 | 414       |

| Jahr | Einwohner |
| ---- | --------- |
| 1946 | 512       |
| 1950 | 539       |
| 1964 | 471       |

| Jahr | Einwohner |
| ---- | --------- |
| 1971 | 449       |
| 1981 | 386       |
| 1989 | 355       |

| Jahr | Einwohner |
| ---- | --------- |
| 1994 | 390       |
| 1999 | 558       |
| 2003 | 609       |

Gebietsstand des jeweiligen Jahres jeweils inkl. Harnischdorf und Roschitz,
Der Volkskundler Arnošt Muka ermittelte 1884 für seine Statistik der Lausitzer Sorben in Groß Oßnig und Harnischdorf zusammen 546 Einwohner, von denen 541 Sorben und fünf Deutsche waren. Zu dieser Zeit fand beispielsweise der Schulunterricht bereits in deutscher Sprache statt. In der folgenden Zeit erfolgte der Sprachwechsel zum Deutschen, im Jahr 1956 hatten nur noch 1,3 Prozent der Einwohner Sorbischkenntnisse.

## Politik
Bei der Kommunalwahl am 26. Mai 2019 wurde in Groß Oßnig ein Ortsbeirat mit drei Mitgliedern gewählt. Ortsvorsteherin ist Petra Zimmermann, ihre Stellvertreter sind Heike Gorges und Frank Bullmann.

## Denkmale

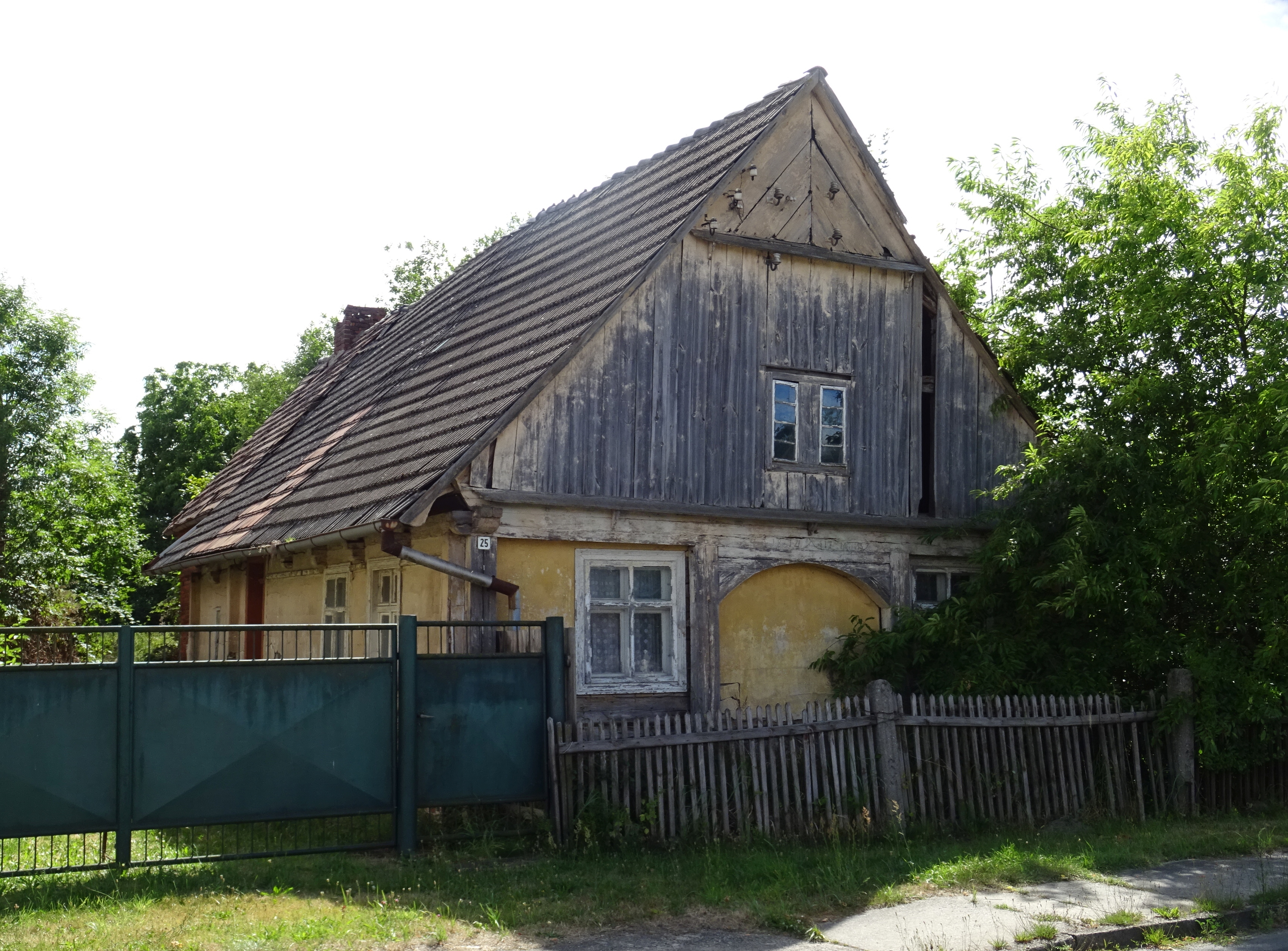
Denkmalgeschütztes Wohnhaus Oßniger Dorfstraße 25

Für Groß Oßnig sind zwei Bau- und sieben Bodendenkmale in der Denkmalliste des Landes Brandenburg eingetragen.
- Die Dorfkirche Groß Oßnig wurde im 15. Jahrhundert errichtet und im Jahr 1720 umgestaltet. Zum Ende des Zweiten Weltkrieges brannte die Kirche nieder, nach dem Wiederaufbau konnte sie 1953 erneut eingeweiht werden. Der Turm wurde nicht wieder aufgebaut, stattdessen erfolgte der Bau eines Holzturms neben der Kirche.
- Das Wohnhaus Oßniger Dorfstraße 25 ist ein Umgebindehaus, das laut Inschrift zwischen 1714 und 1718 gebaut wurde.

## Persönlichkeiten
- Ronny Ziesmer (* 1979), Turner, in Groß Oßnig geboren